# 괭이상어속
괭이상어속(Heterodontus)은 괭이상어목(Heterodontiformes)의 유일한 과인 괭이상어과(Heterodontidae)의 유일속이며, 현존하는 종은 9종이다. 모든 종이 비교적 작아서, 가장 큰 종이 다 자랐을 때 150cm정도 밖에 되지 않는다. 열대 및 아열대 지역의 물 속 바닥에 산다.

## 하위 종
현존하는 괭이상어는 9종이 있다.
- 뿔괭이상어 (Heterodontus francisci) (Girard, 1855)
- 볏괭이상어 (Heterodontus galeatus) (Günther, 1870)
- 괭이상어 (Heterodontus japonicus) Maclay & Macleay, 1884
- 멕시코괭이상어 (Heterodontus mexicanus) Taylor & Castro-Aguirre, 1972
- 오만괭이상어 (Heterodontus omanensis) Z. H. Baldwin, 2005
- 포트잭슨상어 (Heterodontus portusjacksoni) (F. A. A. Meyer, 1793)
- 갈라파고스괭이상어 (Heterodontus quoyi) (Fréminville, 1840)
- 흰반점괭이상어 (Heterodontus ramalheira) (J. L. B. Smith, 1949)
- 삿징이상어 또는 얼룩말괭이상어 (Heterodontus zebra) (J. E. Gray, 1831)